# Jan Simons (politicus)
Jan Hendrik Simons (Rotterdam, 5 oktober 1924 - Schiedam, 14 juni 2000) was een lid van de Eerste Kamer der Staten-Generaal voor de PvdA.

## Loopbaan
Simons studeerde economie aan de Nederlandse Economische Hogeschool te Rotterdam. Van 1947 tot 1951 was hij beleggingsanalist bij Robeco. Later was hij onder meer directeur van Belegginsmaatschappij Unitos.

## Politiek
Jan Hendriks was lid van de Eerste Kamer in de periodes 1977-1986 en 1987-1991. Hij was daar financieel woordvoerder. Ook was hij vanaf 1982 lid van de Rijnmondraad.
- Biografisch Portaal: 80213765
- Parlement.com: vg09llidckc9